# Espoir sportif de Hammam Sousse
Maillots
Actualités
Dernière mise à jour : 11 mai 2023.
L'Espoir sportif de Hammam Sousse (arabe : الأمل الرياضي بحمام سوسة), plus couramment abrégé en ES Hammam Sousse, est un club tunisien de football fondé en 1954 et basé dans la ville de Hammam Sousse.
Le club est fondé par des jeunes de la ville réunis autour de l'ingénieur Mokhtar Latiri.

## Histoire
La première participation du club aux compétitions officielles a eu lieu en 1954-1955 en division 1 centre-sud (niveau 3). Le comité élu dès le 22 avril 1954 est composé de la façon suivante :
- Président d'honneur : Taher Latiri ;
- Vice-président d'honneur : Mohamed Lahouar ;
- Président du comité : Sadok Gallas ;
- Vice-présidents : Frej Daouas et Chaaban Lahouar ;
- Secrétaire général : Bou Ali Lahouar ;
- Secrétaire général adjoint : Mohamed Ghariani ;
- Trésorier général : Salem Attia ;
- Trésorier général adjoint : Abdesselem Gharbi ;
- Membres : Sadok Guen, Bouali Jaballah et Achour Chaaban ;
- Directeur sportif : Hamed Mestiri.

Le club parvient en seconde division sous la direction de Béchir Jerbi et la présidence de Néji Mehiri mais n'arrive pas à s'y maintenir. Il y revient de 1970 à 1985 avant de sombrer à nouveau en quatrième et même cinquième division.
Les présidents successifs — Ali Golli, Hédi Lahouar, Zouhaier Chahed, Moncef Laatiri, Hammadi Halloul et Raouf Ghadhab — contribuent tour à tour à sa progression et le club monte en Ligue I en 2006 pour la première fois de son histoire. Mais cette première expérience n'est pas fructueuse et, après une rétrogradation, il revient rapidement en Ligue I à l'issue de la saison 2007-2008 et assure son maintien à l'issue de la saison 2008-2009, grâce aux efforts de son président Hédi Lahouar qui y revient après deux mandats à la Fédération tunisienne de football.

## Écusson

Logo ancien.
Logo actuel.

## Palmarès
| Compétitions nationales                             |
| --------------------------------------------------- |
| - Championnat de Tunisie D2 (1) : - Champion : 2008 |

## Personnalités

### Direction
- Président : Noureddine Bounjah ;
- Vice-président : Nouri Kantaoui ;
- Secrétaire général : Iteb Mani ;
- Trésorier : Salah Jegham ;
- Président de la section des jeunes : Hédi Ltaifa ;
- Présidente de la commission juridique : Imène Moussa ;
- Président de la commission médicale : Mehdi Jedidi ;
- Président de la commission sponsoring et organisation : Mohamed Guazzah[1].

### Présidents
- 1954-1957 : Sadok Gallas
- 1957-1959 : Bou Ali Lahouar
- 1959-1960 : Kantaoui Morjane
- 1960-1961 : Abdelhamid Gabsi
- 1961-1962 : Taieb Lahouar
- 1962-1963 : Abdelhamid Gabsi
- 1963-1964 : Naji Mhiri
- 1964-1965 : Bou Ali Lahouar
- 1965-1967 : Taieb Lahouar
- 1967-1969 : Bou Ali Lahouar
- 1969-1970 : Kantaoui Morjane
- 1970-1971 : Bou Ali Lahouar
- 1971-1974 : Najeh Belkhodja
- 1974-1977 : Salem Knaz
- 1977-1981 : Naji Mhiri
- 1981-1982 : Mohamed Ben Amor
- 1982-1983 : Bou Ali Lahouar
- 1983-1984 : Mohamed Ben Amor
- 1984-1985 : Bou Ali Lahouar
- 1985-1986 : Mohamed Brahem
- 1986-1987 : Alaya Zardi puis Hédi Lahouar
- 1987-1988 : Bouraoui Mlika
- 1988-1990 : Salem Slimen
- 1990-1993 : Ali Golli
- 1993-1996 : Hédi Lahouar
- 1996-1998 : Ali Golli
- 1998-2000 : Moncef Laatiri
- 2000-2002 : Zouhaier Chahed
- 2002-2004 : Mohamed Halloul
- 2004-2007 : Abderraouf Ghadhab
- 2007-2010 : Hédi Lahouar
- 2010-2012 : Sami Gandouz
- 2012-2018 : Adel Morjane
- 2018-2022 : Nouri Kantaoui
- 2022-202.. : Noureddine Boujnah[1]

### Entraîneurs

#### Années 1954-1960
- 1959-1960 : Salem Bourkhis

#### Années 1960-1970
- 1960-1963 : Béchir Jerbi

#### Années 1970-1980
- 1970-1971 : Hédi Kriaa
- 1971-1972 : Taoufik Ben Othman
- 1972-1975 : Hédi Kriaa
- 1975-1976 : Mustapha Jouili
- 1976-1977 : Hassen Mehri puis Habib Ben Abdallah
- 1977-1978 : Rachid Daoud
- 1978-1979 : Hassen Mehri
- 1979-1980 : Ridha Bouraoui puis Mohsen Habacha

#### Années 1980-1990
- 1980-1981 : Rachid Daoud puis Béchir Jabbes
- 1981-1982 : Mahmoud Ouertani
- 1983-1984 : Hédi Kriaa
- 1984-1985 : Mohamed Dhib
- 1985-1986 : Sayed Mokni
- 1986-1987 : Habib Chouba
- 1987-1988 : Hassen Mehri puis Mohamed Zouaoui
- 1988-1989 : Jamaleddine Lakhrech puis Sadok Bellazreg
- 1989-1990 : Habib Bouhelal puis Habib Ben Abdallah

#### Années 1990-2000
- 1990-1991 : Hamadi Gabsi puis Hédi Kriaa
- 1991-1992 : Hédi Kriaa
- 1992-1993 : Mohsen Habacha puis Taoufik Zaaboub
- 1993-1994 : Hédi Kriaa puis Abdelhay Laatiri puis Raouf Ben Amor
- 1994-1995 : Jalloul Gharbi
- 1995-1996 : Abid Mchala
- 1996-1997 : Ferid Laaroussi puis Hédi Kriaa puis Taoufik Ben Othman
- 1997-1998 : Farhat Boukaddida puis Salah Guediche
- 1998-1999 : Boubakar Lanouar
- 1999-2000 : Abid Mchala puis Abdelhay Laatiri

#### Années 2000-2010
- 2000-2001 : Mourad Okbi puis Abid Mchala puis Kamel Boughezala
- 2001-2002 : Abderrazak Chebbi puis Kamel Boughezala
- 2002-2003 : Karim Zouaghi puis Farhat Boukaddida et Abdelhay Laatiri
- 2003-2004 : Béchir Jabbes puis Abdelhay Laatiri
- 2004-2005 : Abdelhay Laatiri puis Khaled Ben Sassi
- 2005-2007 : Khaled Ben Sassi
- 2007-2010 : Chiheb Ellili
- 2010-2011 : Abdelhay Laatiri puis Robertinho puis Samir Jouili
- 2012-2013 : Fethi Laabidi puis Abdelhay Laatiri puis Sofiane Morjane puis Abderrazek Chebbi
- 2013-2014 : Mohamed Dahmane puis Kamel Zouaghi
- 2014-2015 : Sofiane Morjane puis Mohamed Mkacher
- 2015-2016 : Afouane Gharbi puis Kais Zouaghi
- 2016-2017 : Mohamed Ali Bennour
- 2017-2018 : Hakim Bargui puis Imed Jaballah
- 2018-? : Seif Ghezal
- ?-2022 : Naoufel Chebil[2]
- 2022 : Khaled Ben Sassi[2]
- 2022-2023 : Naoufel Chebil[1]
- 2023-2024 : Mohamed Dahmen[3]
- 2024-202.. : Imed Jaballah[4]